# 管花马铃苣苔
管花马铃苣苔（学名：Oreocharis tubicella）为苦苣苔科马铃苣苔属下的一个种。

## 扩展阅读
- 維基物種上的相關：管花马铃苣苔